# Strangesta bullacea
Strangesta bullacea är en snäckart som först beskrevs av Reeve 1854.  Strangesta bullacea ingår i släktet Strangesta och familjen Rhytididae. Inga underarter finns listade i Catalogue of Life.